# Catarina de Gênova
Catarina de Gênova (Catarina Fieschi Adorno, 1447 – 15 de setembro de 1510), foi uma santa e mística italiana católica, admirada por seu trabalho entre os doentes e os pobres e lembrou-se devido a vários escritos descrevendo ambas essas ações e suas experiências místicas. Ela era um membro da nobre família Fieschi e passou a maior parte de sua vida e de seus meios de servir os doentes, especialmente durante a peste que assolou o Génova, em 1497 e 1501. 
Sua fama fora de seu país natal, a cidade está conectada com a publicação do livro em 1551, conhecido em português como a Vida e a Doutrina de Santa Catarina de Gênova.
Ela e seu ensino foram o tema do Barão Friedrich von Hügel nos clássicos do trabalho Místico Elemento da Religião (1908).

## Biografia

### Início da vida
Catarina nasceu em Génova, em 1447, como a última dos cinco filhos. Os pais de Catarina eram Jacopo Fieschi e Francesca di Negro, ambos de linhagem nobre italiana. A família estava ligada a dois anteriores papas, e Jacopo tornou-se Vice-rei de Nápoles.
Catarina quis se introduzir em um convento, quando tinha cerca de 13 anos, talvez inspirada por sua irmã, que era uma Freira Agostiniana. No entanto, as freiras para que seu confessor aplicada em seu nome recusou por conta de sua juventude, e após isso, Catarina parece ter colocado a ideia de lado, sem qualquer tentativa futura. Após a morte de seu pai em 1463, com apenas 16 anos, ela foi casada pelos pais, ao desejo de um jovem nobre Genovês, Giuliano Adorno, um homem que, depois de várias experiências na área do comércio e no mundo militar no Oriente Médio, voltou para a Génova para se casar. O casamento deles foi, provavelmente, uma manobra para acabar com a briga entre as duas famílias. O casamento acabou: ele não tinha filhos e Giuliano provou ser infiel, violento, mal-humorado e um brutamonte, e ele fez a vida de sua esposa uma miséria. Os detalhes são escassos, mas parece que pelo menos claro que Catarina passou os cinco primeiros anos do seu casamento, em silêncio, a melancolia de submissão ao marido; e que ela, por mais cinco anos, virou um pouco para o mundo, para consolação em seus problemas. Então, depois de dez anos de casamento, desesperada para escapar, e ela orou por três meses, de que Deus iria manter o seu marido doente na cama, mas a sua oração foi respondida.

### Conversão
Depois de dez anos de casamento, ela foi convertida por uma experiência mística, durante a confissão, em 22 de março de 1473; sua conversão é descrita como um avassalador sentimento de amor de Deus para com ela. Após essa revelação ocorreu, ela saiu da igreja, sem terminar a sua confissão. Isto marcou o início de sua vida de íntima união com Deus na oração, sem a utilização de formas de oração, tais como o rosário. Ela começou a receber a Comunhão, quase que diariamente, uma prática extremamente rara para pessoas leigas na Idade Média.
Ela combinou isso com o serviço para o doente em um hospital em Gênova, em que seu marido se juntou a ela, depois que ele, também, tinha sido convertido. Mais tarde, ele tornou-se um Franciscano terciário, mas ela não se juntou a nenhuma ordem religiosa. Ele e Catarina decidiram viver no Pammatone, um grande hospital, em Gênova, e dedicar-se a obras de caridade. Ela eventualmente se tornou gerente e tesoureira do hospital.
Ela morreu em 15 de setembro de 1510 em Gênova na Itália, desgastado com trabalhos de corpo e alma. Sua morte foi lenta, com muitos dias de dor e sofrimento que ela teve visões e vacilou entre a vida e a morte.

### Visão do Grande Purgatório
Assim descrevia Catarina em sua visão do Purgatório;
| “ | Vi com os olhos da alma um fogo devorador que causava horror sem limite nem forma, que queimava sem nunca variar, em um silencio absoluto... Vi neste fogo milhões de pobres almas estreitas uma contra as outras, mas sem que pudessem se comunicar, senão aquele mesmo fogo. Este grande Purgatório é como o inferno, a parte a eternidade das penas e o ódio perante Deus e das outras almas, a parte a desesperação. Se não me engano, vi que elas neste estado eram mais purificadas que consoladas, mais queimadas que iluminadas: é um estado terrível. | ” |

## Beatificação e canonização
Os escritos de Catarina foram examinados pelo Santo ofício e declarada para conter doutrina que por si só ser suficiente para provar a sua santidade, e ela foi, portanto, beatificada em 1675, pelo Papa Clemente X, e canonizada em 1737 pelo Papa Clemente XII. Seus escritos, tornou-se também fontes de inspiração para outros líderes religiosos, como santos; Roberto Belarmino e Francisco de Sales, e do Cardeal Henry Edward Manning . Sua festa litúrgica é celebrada em calendários locais, em 15 de setembro. O Papa Pio XII declarou-a padroeira dos hospitais na Itália.